# Jászói prépostság
A Jászói prépostság alapítójának neve és keletkezésének éve nem ismert. Annyi azonban bizonyos, hogy a prépostság, már a 12. században fennállt és királyainkon kívül, az Aba nemzetség több tagjában is lelkes pártfogókra talált. E Keresztelő Szent Jánosról elnevezett prépostság a magyarországi premontrei prépostságok közül a legelsők egyike volt. A premontreiek által alapított prépostságok száma a 13. század közepére Magyarországon már jóval túlhaladta az ötvenet.
A prépostságot Kálmán herceg, II. András fia is elhalmozta jótéteményeivel, birtokait szaporította, kiváltságait megerősítette és kibővítette, régi faépülete helyébe kőmonostort építtetett. Azonban mielőtt Kálmán a rend megszilárdítását befejezhette volna, közbejött a tatárjárás. A prépostság vagyona, irattára a rabló csapatok és a lángok martaléka lett. Maguk a rendtagok csak a füstölgő romokkal szemközt meredező sziklafal barlangjába vonulva menthették meg életüket.
IV. Béla király, a kolostor, és a vidék oltalmára hiába követett el mindent. A védő sereget, mint Zsarnay, a jászói káptalan egykori hites jegyzője, a nép ajkán élt hagyományok után följegyezte: Sugó, Drinóczy, Szigethy, Hárskuthy, Borzavay, Cseörghő, Mogyorósy, Hidegkuthy és Hetey századosok alatt Tapolczay vezette a félelmes ellenségre, melynek fegyverei alatt mindnyájan elhullottak. A hegyet, melyről a tatárok közelgését dobszóval jelezték, a monda szerint Doboldérnek nevezte el a nép.
A Jászói prépostság a tatárjárás előtt és később is Váradelőhegy filiája volt. Ugyanekkor a Jászói prépostság filiája Garáb és Ócsa, később 1290 előtt Darnó és Rátót (Gyulafirátót) volt. Mivel a prépostság oklevelei 1241-1242-ben a tatárok dúlásaikor elpusztultak, ezért Albert prépost kérésére IV. Béla 1255-ben megerősítette a prépostságot az elődeitől és testvérétől, Kálmántól, Szlavónia hercegétől kapott birtokaiban, és ő maga is gyarapította azokat. A prépostságnak engedélyezte a vámszedést, átengedte az összes járandóságot, ami addig a monostor népeitől a királynak járt és népe fölött a prépostság bírája ítélkezhetett, a konvent okleveleket állíthatott ki 100 márka értékig terjedő ügyekben, s azokat hitelesnek kellett tekinteni és a Szent Mihály egyház (plébánia) papját a prépost nevezhette ki. A Jászói prépostság mint hiteleshely 1262-1874 között jelentős közjogi feladatot látott el.

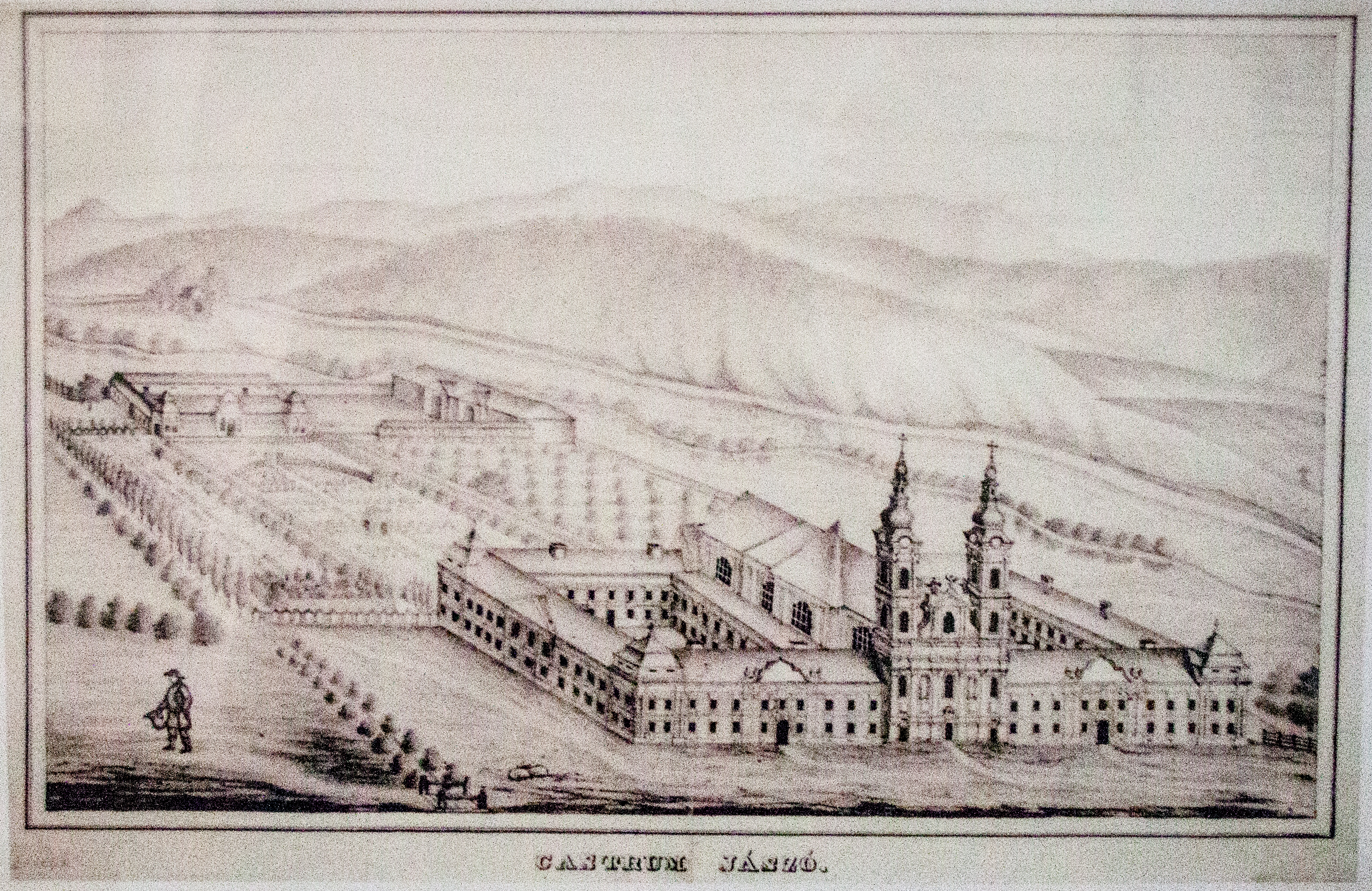
A jászói prépostság 1855 körül, kőnyomat

A prépostság első oklevelei 1262-1270 közötti időkből, István ifjabb király korából származnak.
A prépostság mint királyi kegyuraság alá tartozó monostor az esztergomi érsekség alá tartozott.
1290 III. András is megerősítette a királyi kegyuraságot, és megengedte, hogy a bányászati jogot az arany és ezüst kivételével birtokaikon bérbeadhassák és megkapták a jászói vámot is épületeik javítására.
1318 előtt Károly Róbert király a Jászó feletti sziklán építtetett várat.
1421-1436 között pedig a gótikusan átépített monostort erőddé alakították a lázadó nép és a husziták ellen.
1510-ben a premontrei káptalan Ság, Jászó és Csorna alá rendelte az összes magyarországi prépostságot, Jászó alá 5 monostort helyezett.
1552-ben Ollyas György az utolsó prépost csapatot küldött az ostromlott egri vár védelmére, monostora ugyanakkor teljesen elnéptelenedett.
1614-1650 között az egri káptalan székhelye volt, 1700-ban pedig a morva Louka apátja váltotta magához, 1710-ben prépostot és néhány szerzetest küldött. 1770-ben Sauberer András prépost késő barokk templomot és monostort építtetett a régi helyén Salzberger kassai építész vezetésével Franz Anton Pilgram tervei szerint, a templom és a könyvtár freskóit, az oltárképeket Kracker Lukács festette, a templom szobrait és faragványait Johann Anton Krauss, a stukkókat Johann Hennevogel készítette.
1792-ben és 1970-ben a templomot tűzvész pusztította.
A Jászói prépostsághoz tartozott Jászó, Debrőd, Jászómindszent, Felsőmecenzéf, Lelesz, Királyhelmec és Kiskapos is, 1776-ban pedig átvette a korábbi (rozsnyói) jezsuita gimnáziumot is.
1787-ben II. József rendeletével feloszlatta a Jászói prépostságot is, melyet csak 1802-ben állítottak vissza, ekkor elnyerte a leleszi és nagyváradi prépság jogait a rozsnyói (1808-1919), lőcsei (1851-ig), nagyváradi (1808-1923) és a kassai (1811-1919) egykori jezsuita gimnáziumok ellátásának terhe mellett.
1920-ban Jászó Csehszlovákiához, Nagyvárad Romániához került. A kiutasított rendtagokat Takács Menyhért prépost telepítette le Gödöllőn.
1938-1945 között a bécsi döntéssel hozott visszacsatolásokkal anyaházukat átmenetileg visszakapták.
1948-ban a premontreiek iskoláit államosították, majd az 1950 évi 34. számú rendelet a prépostságot is föloszlatta.